# Hospital de Sant Antoni
L'Hospital de Sant Antoni és un edifici del municipi de Conesa (Conca de Barberà) que forma part de l'Inventari del Patrimoni Arquitectònic de Catalunya.

## Descripció
El 1397 es construí fora muralla i davant el portal Reial, a l'altra banda del petit rieral, la capella hospital de Sant Antoni de Pàdua. En una pedra de la façana, a l'esquerra i a un metre del terra, es conserven les restes de la inscripció "IOANI 1397/ ME INSIPIT".
Actualment només es conserva el mur perimetral i l'arc d'entrada amb dovelles acanalades a l'interior de l'arc i amb una decoració exterior a partir de carreus situats transversalment. Fins a l'any 1930 es conservà tota la façana.